# Salwa Eid Naser
Salwa Eid Naser (Onitsha, 23 mei 1998) is een atleet uit Bahrein.
Op de Olympische Jeugdzomerspelen 2014 behaalde Eid Naser een bronzen medaille met het 8x100 meter estafetteteam, en een zilveren medaille op de 400 meter.
Op de Olympische Zomerspelen van Rio de Janeiro in 2016 liep Eid Naser de 400 meter.
Op de Wereldkampioenschappen atletiek 2019 werd Eid Naser wereldkampioene op de 400 meter.
Op de Wereldkampioenschappen atletiek 2017 liep ze op de 400 meter naar een zilveren medaille.

## Persoonlijke records
Outdoor
| Onderdeel | Prestatie | Wind | Plaats                                           | Datum      |
| --------- | --------- | ---- | ------------------------------------------------ | ---------- |
| 100m      | 11.24s    | +1.3 | Salamanca (ESP)                                  | 08.06.2019 |
| 200m      | 22.51s    | +1.9 | Cobb Track and Angell Field, Palo Alto, CA (USA) | 30.06.2019 |
| 300m      | 37.92s    |      | Riffa (BRN)                                      | 01.04.2018 |
| 400m      | 48.14s    |      | Khalifa International Stadium, Doha (QAT)        | 03.10.2019 |
| 4x100m    | 42.73     |      | Jakarta (INA)                                    | 30.08.2018 |
| 4x400m    | 3:30.61   |      | Jakarta (INA)                                    | 30.08.2018 |

Indoor
| Onderdeel   | Prestatie | Wind | Plaats     | Datum      |
| ----------- | --------- | ---- | ---------- | ---------- |
| 4x400m ind. | 3:35.07   |      | Doha (QAT) | 21.02.2016 |

bijgewerkt september-2021
- World Athletics: 14643442

1983 Jarmila Kratochvílová ·
1987 Olga Bryzgina ·
1991 Marie-José Pérec ·
1993 Jearl Miles-Clark ·
1995 Marie-José Pérec ·
1997 Cathy Freeman ·
1999 Cathy Freeman ·
2001 Amy Mbacke Thiam ·
2003 Ana Guevara ·
2005 Tonique Williams-Darling ·
2007 Christine Ohuruogu ·
2009 Sanya Richards ·
2011 Amantle Montsho ·
2013 Christine Ohuruogu ·
2015 Allyson Felix ·
2017 Phyllis Francis ·
2019 Salwa Eid Naser ·
2022 Shaunae Miller-Uibo ·
2023 Marileidy Paulino